# Chthonius distinguendus
Chthonius distinguendus är en spindeldjursart som beskrevs av Beier 1930. Chthonius distinguendus ingår i släktet Chthonius och familjen käkklokrypare. Inga underarter finns listade i Catalogue of Life.